# Paleosuchus
Paleosuchus è un genere sudamericano di coccodrilli della sottofamiglia Caimaninae, all'interno della famiglia Alligatoridae. Sono i membri più piccoli dell'ordine Crocodylia nelle Americhe, rivaleggiati in dimensioni solo dal coccodrillo nano africano (Osteolaemus tetraspis).
Attualmente, il genere Paleosuchus contiene solo due specie: Paleosuchus trigonatus, comunemente noto come caimano nano di Schneider, e Paleosuchus palpebrosus, comunemente noto come caimano nano di Cuvier, entrambi dal Sud America. Paleosuchus si distingue dagli altri caimani della sottofamiglia Caimaninae per l'assenza di una cresta interorbitale e per la presenza di quattro denti nella regione premascellare, dove altre specie di caimani ne hanno cinque. Il nome del genere Paleosuchus deriva dal greco palaios che significa "antico" e soukhos che significa "coccodrillo". Ciò si riferisce alla convinzione che questi coccodrilli provengano da un antico lignaggio che si distaccò dalle altre specie di caimani circa 30 milioni di anni fa.
Il genere contiene due specie:
| Specie di Paleosuchus                              | Specie di Paleosuchus | Specie di Paleosuchus                                                                              |
| Nome comune e binomiale                            | Immagine              | Distribuzione                                                                                      |
| -------------------------------------------------- | --------------------- | -------------------------------------------------------------------------------------------------- |
| Caimano nano di Cuvier (Paleosuchus palpebrosus)   |                       | Bolivia, Brasile, Colombia, Ecuador, Guyana francese, Guyana, Paraguay, Perù, Suriname e Venezuela |
| Caimano nano di Schneider (Paleosuchus trigonatus) |                       | Bacini dell'Amazzonia e dell'Orinoco                                                               |